# Rosegarden
Rosegarden — вільний MIDI-секвенсор, нотний редактор для Linux, який використовує ALSA та JACK, програма для створення й редагування музики на зразок Apple Logic Pro, Cakewalk Sonar та Steinberg Cubase.

## Історія
Проект з’явився у 1993 році в „University of Bath“. Rosegarden-2.1 був випущений під ліцензією GNU GPL у 1997 році. Робота над Rosegarden-4 почалася у квітні 2000 року. Версія 1.0 була випущена 14 лютого 2005 року а версія 1.2.4 14 липня 2006 року.
Точна назва цієї програми — Rosegarden-4. Воно було взято з метою не плутати програму з Rosegarden-2.1, який має дуже мало можливостей, але стабільно працює на великій кількості UNIX-подібних операційних систем й на інших, таких як OpenVMS. Rosegarden-4 працює на малій кількості юніксоподібних ОС через залежність від ALSA та JACK. Портування під Windows не планується — автори не зацікавлені в цьому.

## Можливості
- відтворення й запис MIDI та звуку ALSA й JACK
- редактори MIDI: матричний, списковий, редактор нотних партитур, редактор перкусії
- підтримка віртуальних інструментів DSSI та VST (через dssi-vst)
- підтримка звукових ефектів LADSPA
- підтримка транспорту JACK для синхронізації відтворення з іншим ПЗ
- роздільні мікшери MIDI та звуку
- імпорт файлів MIDI та Hydrogen (драм-машина)
- експорт в MIDI, Csound, GNU LilyPond та MusicXML (включаючи вивід нот у PDF й PostScript)
- доступність інтерфейсу на 16-ти мовах, включаючи російську
- документація перекладена на німецьку, шведську, японську та англійську мови